# Royal Rumble (2020)
Royal Rumble 2020 fue la trigésima tercera edición de Royal Rumble, un evento pago por visión de lucha libre profesional, producido por la WWE. El evento tuvo lugar el 26 de enero de 2020 desde el Minute Maid Park en Houston, Texas.

## Producción
Royal Rumble es un evento pago por visión anual, producido cada enero por la WWE desde 1988. Es uno de los cuatro pago por visión originales de la promoción, junto con WrestleMania, SummerSlam y Survivor Series. Lleva su nombre por el Royal Rumble match, una battle royal modificada en la que los participantes ingresan a intervalos programados. Tanto los combates masculinos como los femeninos generalmente cuentan con 30 luchadores. Tradicionalmente, el ganador del combate gana un combate por un campeonato mundial en el WrestleMania de ese año. Para 2020, los hombres y las mujeres pueden elegir competir por el campeonato más importante de una marca en WrestleMania 36: los hombres pueden elegir entre el Campeonato de la WWE de Raw o el Campeonato Universal de la WWE de SmackDown, mientras que las mujeres pueden elegir por el Campeonato Femenino de Raw o el Campeonato Femenino de SmackDown.

## Antecedentes
En Survivor Series, "The Fiend" Bray Wyatt derrotó a Daniel Bryan para retener el Campeonato Universal de la WWE. En el siguiente SmackDown, después de que Bryan aceptara otra revancha por el título en TLC: Tables, Ladders & Chairs, The Fiend apareció y atacó a Bryan, arrancándole el cabello. The Miz, que se había entrelazado en el feudo, apareció la semana siguiente y dijo que Bryan no había sido visto desde el ataque de The Fiend y, a su vez, se convirtió en el oponente de Wyatt en un combate no titular en TLC, donde Wyatt (como su personaje de Firefly Fun House y no The Fiend) derrotó a The Miz. Después del combate, una figura encapuchada atacó a Wyatt y luego se reveló como Bryan, regresando ahora con el cabello y la barba más cortos. En el siguiente SmackDown, Bryan y The Miz manifestaron su deseo de quitarle el Campeonato Universal de la WWE a Wyatt debido a sus respectivos problemas personales con él. Luego fueron interrumpidos por King Corbin, quien sintió que merecía una oportunidad para el título debido a su victoria sobre Roman Reigns en TLC. En el episodio del 27 de diciembre de SmackDown, Bryan derrotó a The Miz y Corbin para ganar otro combate por el Campeonato Universal de la WWE contra The Fiend en Royal Rumble. En el episodio del 17 de enero de SmackDown, Bryan decidió agregar la estipulación de que su combate fuera un Strap match.
En TLC: Tables, Ladders & Chairs, The Kabuki Warriors (Asuka & Kairi Sane) derrotaron al equipo de la Campeona Femenina de Raw Becky Lynch y Charlotte Flair en un Tables, Ladders & Chairs Match para retener el Campeonato Femenino en Parejas de la WWE. En una entrevista tras bastidores en el siguiente Raw, Lynch declaró que no había sido ella misma en los últimos meses y sintió que la gerencia de la compañía la había puesto en combates de equipo para protegerla de enfrentar a Asuka sola y perder. También declaró que nunca había derrotado a Asuka y que necesitaba cambiar eso. La semana siguiente, Lynch retó a Asuka a un combate con su Campeonato Femenino de Raw en juego, a lo que Asuka aceptó. El combate fue programado para Royal Rumble.
Si bien el Campeonato de la WWE generalmente se defiende en el evento Royal Rumble de cada año, en el episodio del 6 de enero de Raw, se reveló que no habría una defensa del Campeonato de la WWE en el evento de 2020. En cambio, al sentir que no había nadie en ninguna marca que mereciera una oportunidad, el campeón de la WWE Brock Lesnar decidió ingresar al Royal Rumble match masculino como el participante número uno en ingresar. Las reglas del combate siguen siendo las mismas, a pesar de que Lesnar tiene uno de los dos campeonatos mundiales por los que el ganador puede optar en WrestleMania 36.
Durante el combate para determinar al contendiente por el Campeonato Universal de la WWE en el que King Corbin participaba, Roman Reigns atacó a Corbin, costándole la oportunidad por el título. La semana siguiente, Reigns anunció su participación en el Royal Rumble match masculino. Más tarde esa noche, Reigns hizo equipo con Daniel Bryan para enfrentar a Corbin y Dolph Ziggler, lo que terminó sin resultado. Después del combate, Corbin y Ziggler atacaron a Reigns, solo para que The Usos (Jey Uso y Jimmy Uso) regresaran y ayudaran a Reigns atacando tanto a Corbin como a Ziggler. En el episodio del 10 de enero de SmackDown, Corbin anunció su participación en el Royal Rumble match masculino y declaró que Reigns tenía miedo de enfrentarlo nuevamente, de ahí que Reigns también estuviera compitiendo en el Royal Rumble match. En respuesta, Reigns desafió a Corbin a una revancha en el evento que Corbin aceptó. En el episodio del 17 de enero de SmackDown, un Tables match entre Reigns y Robert Roode fue disputado, con el ganador decidiendo la estipulación para el combate en el evento. Reigns ganó y eligió un Falls Count Anywhere match.
En el SmackDown después de Survivor Series, la Campeona Femenina de SmackDown Bayley y la capitana del equipo femenino de SmackDown Sasha Banks criticaron a la división femenina de su marca por decepcionarlas en el evento ya que Bayley y el equipo femenino de SmackDown perdieron sus respectivos combates. La integrante del equipo Lacey Evans interrumpió y le aplicó un Woman's Right a Banks, con Evans cambiando a face. La semana siguiente, Evans cuestionó el liderazgo de Bayley como campeona. Más tarde, Banks se enfrentó a Evans después del combate de esta última, después de lo cual Bayley tendió una emboscada a Evans. Después de que Bayley derrotó a Dana Brooke en un combate no titular en el episodio del 20 de diciembre de SmackDown, ella y Banks se burlaron de Brooke hasta que Evans salió y desafió a Banks a un combate que terminó en una doble cuenta fuera. En el episodio del 27 de diciembre, Bayley y Banks derrotaron a Evans y Brooke en un combate por equipos. Evans y Brooke luego ganaron un combate por equipos contra Bayley y Banks, y Alexa Bliss y Nikki Cross, con Brooke cubriendo a Banks. Luego, Evans tenía previsto enfrentar a Banks en el episodio del 10 de enero; sin embargo, Banks no se presentó y Bayley apareció en el TitanTron burlándose de Evans. En respuesta, Evans fue tras bastidores donde las dos se pelearon. La semana siguiente, Evans estaba programada nuevamente para enfrentar a Banks, sin embargo, Banks no pudo competir debido a una lesión en el tobillo. Bayley tomó su lugar en el combate, pero perdió ante Evans. Debido a la victoria de Evans, se ganó una lucha por el título en Royal Rumble.
Después de una pausa de siete meses, Sheamus apareció en una viñeta en el episodio del 29 de noviembre de SmackDown, anunciando que regresaría a la acción dentro del ring. Durante las siguientes semanas, se emitieron más viñetas, con Sheamus afirmando que SmackDown se había vuelto suave en su ausencia. En el episodio del 3 de enero, cuando Shorty G fue atacado por The Revival (Scott Dawson & Dash Wilder), Sheamus regresó, aparentemente para ayudar a Shorty G. Sin embargo, después de que The Revival abandonó el ring, Sheamus le aplicó un Brogue Kick a Shorty G. Sheamus afirmó que Shorty G encarnaba todo lo malo de SmackDown y continuó antagonizándolo durante las siguientes semanas, y un combate entre Sheamus y Shorty G fue programado para Royal Rumble.
En el pre-show de TLC: Tables, Ladders & Chairs, Humberto Carrillo derrotó a Andrade. En el siguiente episodio de Raw, ambos estaban programados para participar en un Gauntlet match para determinar al retador por el Campeonato de los Estados Unidos de Rey Mysterio. Carrillo avanzó a la final para enfrentar a Andrade, quien no apareció durante su entrada. En su lugar, Andrade atacó a Carrillo desde atrás y luego realizó un Hammerlock DDT a Carillo sobre el piso de concreto expuesto. Debido a esto, el combate de guantelete terminó sin resultado. Andrade luego ganó el Campeonato de los Estados Unidos de Mysterio en un house show en el Madison Square Garden el 26 de diciembre. Después de que Andrade retuvo el título contra Mysterio en un ladder match en el episodio del 20 de enero de Raw, Andrade intentó realizar el Hammerlock DDT en Mysterio sobre el piso de concreto expuesto, solo para que Carrillo apareciera para ayudar a Mysterio y luchar contra Andrade, quien se retiró. Carrillo luego desafió a Andrade por el Campeonato de los Estados Unidos en Royal Rumble, que fue programado.

## Resultados
- Kick-Off: Sheamus derrotó a Shorty G (12:35).[19][20]
  - Sheamus cubrió a Shorty G después de un «Brogue Kick».
- Kick-Off: Andrade (con Zelina Vega) derrotó a Humberto Carrillo y retuvo el Campeonato de los Estados Unidos (14:20).[19][21]
  - Andrade cubrió a Carrillo con un «Roll-up».
- Roman Reigns derrotó a King Corbin en un Falls Count Anywhere Match (21:20).[22][23]
  - Reigns cubrió a Corbin después de un «Spear» sobre un dugout de la arena.
  - Durante la lucha, Dolph Ziggler & Robert Roode interfirieron a favor de Corbin, mientras que The Usos interfirieron a favor de Reigns.
- Charlotte Flair ganó el Women's Royal Rumble Match (54:15).[24]
  - Flair eliminó finalmente a Shayna Baszler, ganando la lucha.
  - Baszler y Bianca Belair establecieron el récord de más eliminaciones en un Royal Rumble femenino con 8 cada una.
  - Santino Marella se convirtió en el primer hombre en entrar a un Royal Rumble femenino, bajo su personaje de Santina Marella.
  - Durante la lucha, Otis intervino a favor de Rose.
- Bayley derrotó a Lacey Evans y retuvo el Campeonato Femenino de SmackDown (9:20).[22][25]
  - Bayley cubrió a Evans con un «Roll-up».
- "The Fiend" Bray Wyatt derrotó a Daniel Bryan en un Strap Match y retuvo el Campeonato Universal de la WWE (17:35).[22][26]
  - Wyatt cubrió a Bryan después de un «Mandible Claw».
- Becky Lynch derrotó a Asuka (con Kairi Sane) y retuvo el Campeonato Femenino de Raw (16:25).[22][27]
  - Lynch forzó a Asuka a rendirse con un «Dis-arm-her».
- Drew McIntyre ganó el Men's Royal Rumble Match (1:00:35).[28]
  - McIntyre eliminó finalmente a Roman Reigns, ganando la lucha.
  - Durante la lucha, Kevin Owens, Samoa Joe, AOP (Akam & Rezar) y Buddy Murphy se atacaron mutuamente en ringside.
  - Este fue el primer combate de Edge después de 9 años.
  - El Campeonato de la WWE de Brock Lesnar no estuvo en juego.
  - Lesnar igualó el récord de Braun Strowman de más eliminaciones en un Royal Rumble masculino con 13.

## Royal Rumble: entradas y eliminaciones
El color rojo ██ indica las superestrellas de Raw, azul ██ indica las superestrellas de SmackDown , amarillo ██ indica las superestrellas de NXT, beige ██ indica las superestrellas de NXT UK, gris ██ indica las superestrellas miembros del WWE Hall of Fame y sin color indica las superestrellas que son agentes libres. Cada participante entraba en intervalos de 90 segundos (1 minuto y medio).

### Royal Rumble femenino

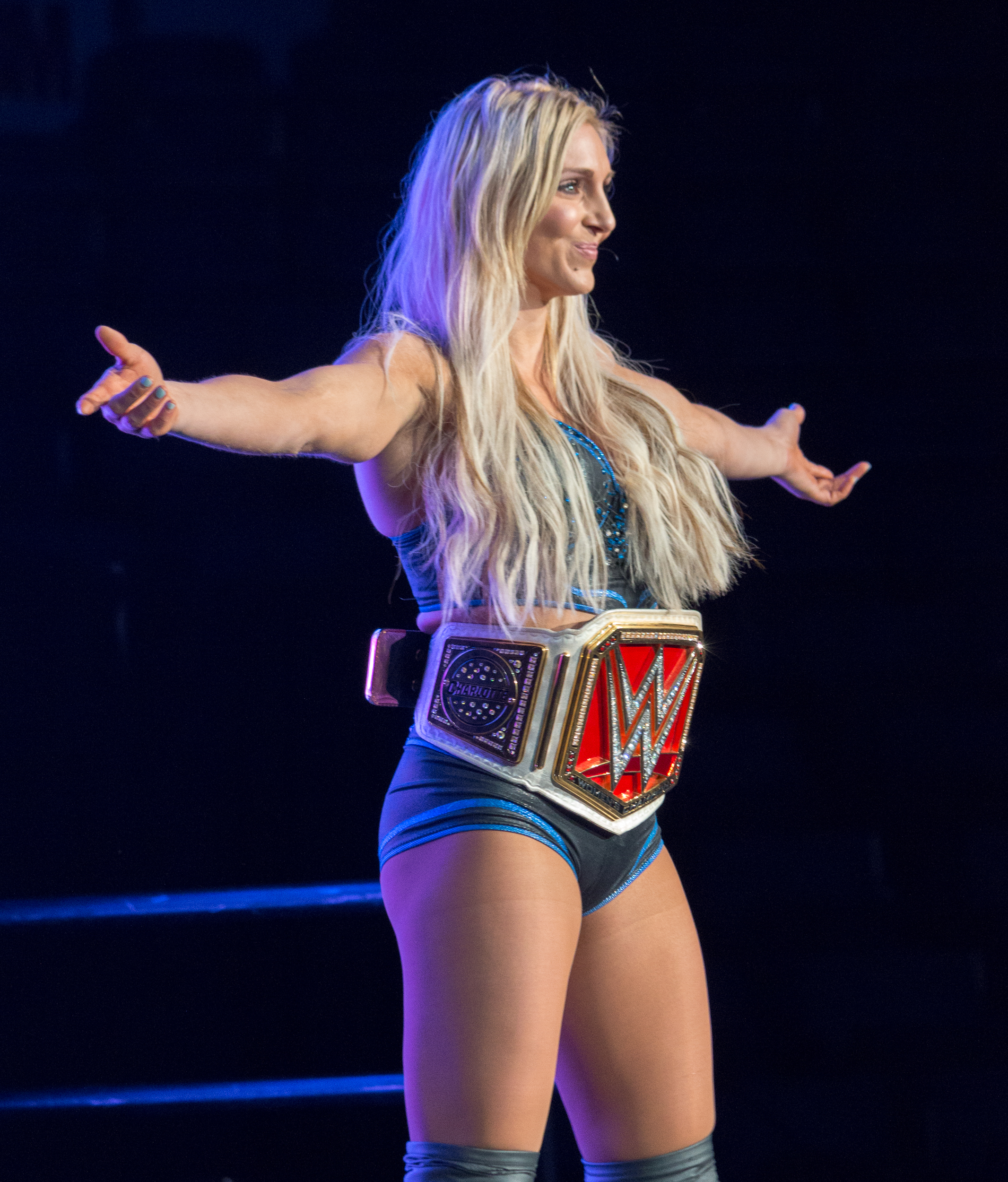
Charlotte Flair, ganadora del Royal Rumble 2020 femenino.

| Entradas | Entradas          | Eliminada por | Eliminada por    | Elim. | Tiempo |
| -------- | ----------------- | ------------- | ---------------- | ----- | ------ |
| 1        | Alexa Bliss       | 15            | Belair           | 3     | 26:34  |
| 2        | Bianca Belair     | 16            | Flair            | 8     | 33:00  |
| 3        | Mighty Molly      | 3             | Belair           | 0     | 10:21  |
| 4        | Nikki Cross       | 5             | Belair           | 0     | 15:08  |
| 5        | Lana              | 1             | Morgan           | 0     | 02:29  |
| 6        | Mercedes Martinez | 4             | Rose y Deville   | 0     | 08:14  |
| 7        | Liv Morgan        | 2             | Lana             | 1     | 00:44  |
| 8        | Mandy Rose        | 6             | Belair           | 1     | 08:49  |
| 9        | Candice LeRae     | 8             | Belair           | 0     | 09:01  |
| 10       | Sonya Deville     | 7             | Belair           | 1     | 05:31  |
| 11       | Kairi Sane        | 9             | Bliss            | 0     | 05:22  |
| 12       | Mia Yim           | 11            | Bliss            | 0     | 06:30  |
| 13       | Dana Brooke       | 14            | Belair           | 0     | 05:26  |
| 14       | Tamina            | 10            | Belair           | 0     | 00:39  |
| 15       | Dakota Kai        | 12            | Green            | 0     | 01:32  |
| 16       | Chelsea Green     | 13            | Bliss            | 1     | 00:12  |
| 17       | Charlotte Flair   | Ganadora      | Ganadora         | 4     | 26:19  |
| 18       | Naomi             | 26            | Baszler          | 0     | 22:01  |
| 19       | Beth Phoenix      | 28            | Baszler          | 1     | 23:05  |
| 20       | Toni Storm        | 25            | Baszler          | 0     | 18:40  |
| 21       | Kelly Kelly       | 18            | Flair            | 0     | 02:29  |
| 22       | Sarah Logan       | 17            | Flair            | 0     | 00:28  |
| 23       | Natalya           | 27            | Phoenix          | 0     | 14:43  |
| 24       | Xia Li            | 20            | Baszler          | 0     | 10:49  |
| 25       | Zelina Vega       | 22            | Baszler          | 0     | 09:31  |
| 26       | Shotzi Blackheart | 23            | Baszler          | 0     | 07:57  |
| 27       | Carmella          | 24            | Baszler          | 0     | 06:36  |
| 28       | Tegan Nox         | 21            | Baszler          | 0     | 03:50  |
| 29       | Santina Marella   | 19            | Auto eliminación | 0     | 01:01  |
| 30       | Shayna Baszler    | 29            | Flair            | 8     | 04:27  |

1. ↑  Lana ya se encontraba eliminada.

### Royal Rumble masculino

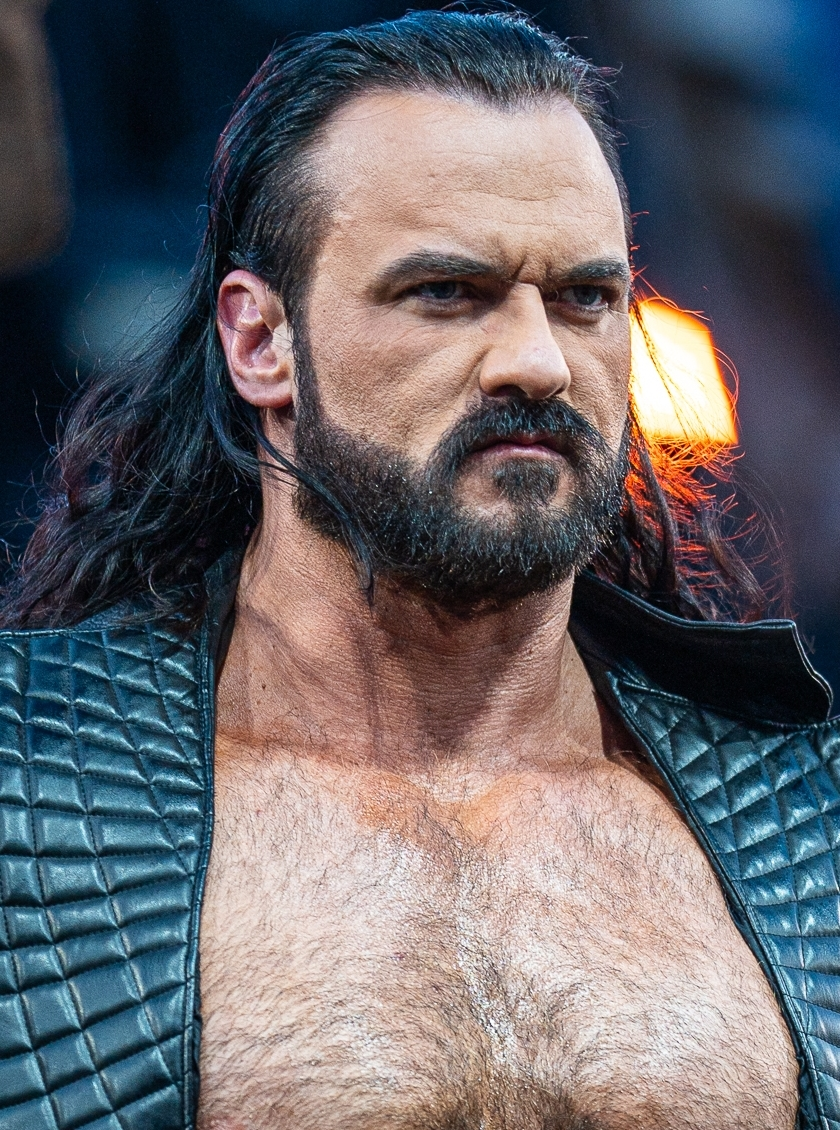
Drew McIntyre, ganador del Royal Rumble 2020 masculino.

| Entradas | Entradas          | Eliminado por | Eliminado por         | Elim. | Tiempo |
| -------- | ----------------- | ------------- | --------------------- | ----- | ------ |
| 1        | Brock Lesnar      | 14            | McIntyre              | 13    | 26:24  |
| 2        | Elias             | 1             | Lesnar                | 0     | 01:00  |
| 3        | Erick Rowan       | 2             | Lesnar                | 0     | 00:08  |
| 4        | Robert Roode      | 3             | Lesnar                | 0     | 00:41  |
| 5        | John Morrison     | 4             | Lesnar                | 0     | 00:09  |
| 6        | Kofi Kingston     | 7             | Lesnar                | 0     | 05:06  |
| 7        | Rey Mysterio      | 5             | Lesnar                | 0     | 02:54  |
| 8        | Big E             | 6             | Lesnar                | 0     | 00:53  |
| 9        | Cesaro            | 8             | Lesnar                | 0     | 00:18  |
| 10       | Shelton Benjamin  | 9             | Lesnar                | 0     | 00:37  |
| 11       | Shinsuke Nakamura | 10            | Lesnar                | 0     | 00:20  |
| 12       | MVP               | 11            | Lesnar                | 0     | 00:24  |
| 13       | Keith Lee         | 12            | Lesnar                | 0     | 03:32  |
| 14       | Braun Strowman    | 13            | Lesnar                | 0     | 01:48  |
| 15       | Ricochet          | 15            | McIntyre              | 0     | 03:09  |
| 16       | Drew McIntyre     | Ganador       | Ganador               | 6     | 34:11  |
| 17       | The Miz           | 16            | McIntyre              | 0     | 00:30  |
| 18       | AJ Styles         | 17            | Edge                  | 0     | 07:49  |
| 19       | Dolph Ziggler     | 22            | Reigns                | 0     | 12:20  |
| 20       | Karl Anderson     | 21            | Orton                 | 0     | 09:46  |
| 21       | Edge              | 28            | Reigns                | 3     | 23:43  |
| 22       | King Corbin       | 19            | McIntyre              | 1     | 04:06  |
| 23       | Matt Riddle       | 18            | Corbin                | 0     | 00:41  |
| 24       | Luke Gallows      | 20            | Edge                  | 0     | 02:00  |
| 25       | Randy Orton       | 27            | Edge                  | 1     | 14:37  |
| 26       | Roman Reigns      | 29            | McIntyre              | 2     | 16:01  |
| 27       | Kevin Owens       | 24            | Rollins, Akam y Rezar | 0     | 06:59  |
| 28       | Aleister Black    | 23            | Rollins               | 0     | 05:06  |
| 29       | Samoa Joe         | 25            | Rollins               | 0     | 04:25  |
| 30       | Seth Rollins      | 26            | McIntyre              | 3     | 04:01  |

1. ↑  Akam y Rezar no fueron participantes oficiales en el combate.
2. ↑  Ingresó a la lucha con AOP y Buddy Murphy.